# Tibau do Sul
Tibau do Sul é um município brasileiro situado na faixa litorânea meridional do estado do Rio Grande do Norte, distante 80 quilômetros a sul de Natal, capital do estado. Ocupa uma área de 102,680 km² e sua população foi estimada no ano de 2024 em 17 840 habitantes.
Internacionalmente conhecido por abrigar a Praia de Pipa, Tibau do Sul é um dos principais balneários do estado e um importante polo indutor de turismo, que começou a se desenvolver na década de 1970, quando vários grupos de surfistas descobriram e começaram a frequentar cada vez mais as praias do município. Isso fez com que Tibau do Sul rapidamente crescesse no turismo, atraindo cada vez mais gente de todos os lugares do mundo, tornando Pipa uma das praias mais cosmopolitas do Brasil.
Situado entre a Lagoa das Guaraíras e o Oceano Atlântico, Tibau do Sul era distrito de Goianinha, com a denominação Tibau. Com a emancipação consolidada, em 4 de abril de 1963, o novo município adquiriu sua denominação atual para diferenciar de um outro Tibau, município do litoral norte do Rio Grande do Norte, próximo a Mossoró.

## História
No século XVII, mais precisamente no ano de 1612, o território atualmente pertencente ao município de Tibau do Sul pertencia à Aldeia Antônia, até que, no final do mesmo século, o território passou a ser um povoado controlado pela Aldeia São João Batista de Guaraíras até 1760, quando aquela aldeia passou a ser uma vila pertencente a Arez. Ao mesmo tempo, a vila foi sede de contatos entre povos naturais do Rio Grande do Norte (potiguares) e os povos europeus (principalmente os franceses e os holandeses) e começou a ser desenvolver economicamente, tendo como base a agricultura.
Primeiramente, o contato entre os potiguares e os europeus foi realizado com os franceses, que invadiram o território brasileiro e praticavam o contrabando ilegal do pau-brasil (escambo). Isso iria dificultar a posse de terra pelos portugueses, que expulsaram os povos indígenas dos lugares onde eles viviam. Depois do contato com os franceses, a vez passou para os holandeses.
Além da agricultura, o povoado também passou a se desenvolver economicamente na pesca. No século XIX (1873), o pequeno povoado ganhou, pela primeira vez, uma escola. Já em 1911, foi elevado à categoria de distrito. Na década de 1920, o distrito denominado "Tibau" enfrentou enchentes causadas pelo excesso de chuvas que provocaram o arrombamento da Lagoa das Guaraíras. A inundação provocou a destruição de residências pequenas até grandes extensões e lotes de terra. Por isso, a população transferiu-se para um lugar mais alto, a fim de evitar novas enchentes e destruições.
Em 1953, por meio da lei estadual n° 960, o distrito foi elevado à categoria de vila, com o nome de "Tibau". Depois, a lei estadual n° 2315 de 20 de dezembro de 1958 mudou o nome do distrito para "Tibau do Sul", para diferenciar de um outro distrito de "Tibau", localizado no litoral e extremo norte potiguar. Finalmente, em 3 de abril de 1963, Tibau do Sul ganhou autonomia política e tornou-se, por meio da lei n° 2803, município do Rio Grande do Norte, desmembrando-se de Goianinha. O nome do município provém dos indígenas e quer dizer "entre duas águas", pelo fato de o município estar localizada entre a Lagoa das Guaraíras e o Oceano Atlântico.
Durante os primeiros anos de emancipação, Tibau do Sul permaneceu como um município isolado, tendo sua economia baseada principalmente na agricultura e na pesca. Depois, a situação foi alterada quando, na década de 1970, surfistas começaram a descobrir e frequentar cada vez mais as praias do município, o que tornou Tibau do Sul mais conhecida. Hoje, o município é um dos mais visitados do Rio Grande do Norte e é conhecido internacionalmente por abrigar a Praia da Pipa, um dos principais balneários do estado.

## Geografia
De acordo com a divisão do Instituto Brasileiro de Geografia e Estatística (IBGE) vigente desde 2017, Tibau do Sul pertence à região geográfica intermediária de Natal e à região imediata de Canguaretama. Antes, com a vigência das microrregiões e mesorregiões, fazia parte da microrregião do Litoral Sul, que por sua vez estava incluída na mesorregião do Leste Potiguar.
Com uma área de 101,822 quilômetros quadrados, limita-se com os municípios de Arez e Senador Georgino Avelino a norte, Canguaretama e Vila Flor a sul e Goianinha a oeste, além do Oceano Atlântico a leste.
Tibau do Sul está distante 77 quilômetros da capital estadual, Natal, e 2 212 quilômetros da capital federal, Brasília.
O relevo de Tibau do Sul, com altitudes inferiores a cem metros, é formado pela planície costeira, caracterizada pela presença de dunas modeladas pela ação eólica, constituídos de areia e sedimentos de quartzo e cascalho. Essa planície é sucedida pelos tabuleiros costeiros ou planaltos rebaixados, nas áreas mais afastadas do oceano. O município está inserido no Grupo Barreiras, cujas rochas, originárias do período Terciário Superior, são em sua maior parte recobertas por arenitos, havendo também a presença de sedimentos de quartzo e siltito. Em parte da área costeira há a presença de falésias, com altura de até doze metros.
Os solos do município se caracterizam por ser arenosos, profundos e bastante drenados, porém muito pobres em nutrientes e, por isso, pouco férteis, caracterizando os neossolos ou areias quartzosas, altamente permeáveis e lixiviados. Apenas às margens da Lagoa de Guaraíras estão os solos indiscriminados de mangue, constituídos tanto de areia quanto de argila e cobertos pelos manguezais, cujas espécies são adaptadas ao grau de salinidade e sujeitos à ação das marés. O restante do território é coberto pela Mata Atlântica (floresta subperenifólia), com espécies de maior porte, verdes durante todo o ano, com folhas largas e troncos delgados.
Com 15,9 km de praias, Tibau do Sul é cortado por dois rios, Catu e Piau, possuindo 44,28% do seu território dentro da bacia hidrográfica do rio Catu, 36,6% na bacia do rio Jacu e os 19,12% restantes na faixa litorânea leste de escoamento difuso. A hidrografia também é marcada pela Lagoa de Guaraíras, que separa Tibau do Sul de Senador Georgino Avelino e é parte da Área de Proteção Ambiental Bonfim-Guaraíras, unidade de conservação estadual criada por decreto em 22 de março de 1999, cobrindo uma área de 42 mil hectares em territórios de seis municípios. Dentro desta área de proteção ambiental (APA) está o Parque Estadual Mata da Pipa, criada por decreto de 12 de setembro de 2006 com o objetivo de preservar o ecossistema e a biodiversidade locais.
O clima é o tropical úmido, com um período de chuvas compreendido entre os meses de janeiro e agosto. Segundo dados da Empresa de Pesquisa Agropecuária do Rio Grande do Norte (EMPARN), referentes ao período de 1992 a 2007 e 2010 a 2011, o maior acumulado de chuva em 24 horas registrado em Tibau do Sul alcançou 200 milímetros (mm) em 13 de abril de 2011, seguido por 166 mm em 1 de julho de 2000, 160 mm em 18 de julho de 1998 e 153,2 mm em 17 de junho de 2007.
| Dados climatológicos para Tibau do Sul (1992-2011) | Dados climatológicos para Tibau do Sul (1992-2011) | Dados climatológicos para Tibau do Sul (1992-2011) | Dados climatológicos para Tibau do Sul (1992-2011) | Dados climatológicos para Tibau do Sul (1992-2011) | Dados climatológicos para Tibau do Sul (1992-2011) | Dados climatológicos para Tibau do Sul (1992-2011) | Dados climatológicos para Tibau do Sul (1992-2011) | Dados climatológicos para Tibau do Sul (1992-2011) | Dados climatológicos para Tibau do Sul (1992-2011) | Dados climatológicos para Tibau do Sul (1992-2011) | Dados climatológicos para Tibau do Sul (1992-2011) | Dados climatológicos para Tibau do Sul (1992-2011) | Dados climatológicos para Tibau do Sul (1992-2011) |
| Mês                                                | Jan                                                | Fev                                                | Mar                                                | Abr                                                | Mai                                                | Jun                                                | Jul                                                | Ago                                                | Set                                                | Out                                                | Nov                                                | Dez                                                | Ano                                                |
| -------------------------------------------------- | -------------------------------------------------- | -------------------------------------------------- | -------------------------------------------------- | -------------------------------------------------- | -------------------------------------------------- | -------------------------------------------------- | -------------------------------------------------- | -------------------------------------------------- | -------------------------------------------------- | -------------------------------------------------- | -------------------------------------------------- | -------------------------------------------------- | -------------------------------------------------- |
| Precipitação (mm)                                  | 75,8                                               | 51,1                                               | 166,4                                              | 223,8                                              | 213                                                | 339,9                                              | 182,4                                              | 114,3                                              | 29,3                                               | 6,6                                                | 4,8                                                | 15,8                                               | 1 423,2                                            |

## Demografia
Entre os censos de 2010 e 2022, a população de Tibau do Sul cresceu 48,7%, a uma taxa média de 3,36% ao ano. Com 11 385 habitantes em 2010, esse número subiu para 16 929 em 2022, estando na trigésima posição no estado e na 2 038 ª no Brasil. A densidade demográfica era de 164,87 hab./km² e a razão de sexo de 96,85, com 50,8% da população do sexo feminino e 49,2% do sexo masculino. No quesito cor ou raça, mais da metade (55,81%) da população era parda, 33,18% branca, 10,47% preta, 0,4% indígena e 0,15% amarela. A idade mediana da população era de 32 anos e a média de moradores por domicílio de 2,83.
O Índice de Desenvolvimento Humano (IDH-M) do município é considerado médio, de acordo com dados do Programa das Nações Unidas para o Desenvolvimento (PNUD). Segundo dados do relatório de 2010, divulgados em 2013, seu valor era de 0,645, sendo o 24º maior do Rio Grande do Norte (PNUD) e o 3 201º do Brasil. Considerando-se apenas o índice de longevidade, seu valor é de 0,794, o valor do índice de renda de 0,672 e o de educação 0,504. No período de 2000 a 2010, o índice de Gini aumentou de 0,56 para 0,60 e a proporção de pessoas com renda domiciliar per capita de até R$ 140 passou de 48,9% para 29%, apresentando uma queda de 40,7%. Em 2010, 51,1% da população vivia acima da linha de pobreza, 28,4% entre as linhas de indigência e de pobreza e 20,5% abaixo da linha de indigência. No mesmo ano, os 20% mais ricos eram responsáveis por 64,3% do rendimento total municipal, valor mais de 21 vezes superior à dos 20% mais pobres, que era de apenas 3%.

### Religião

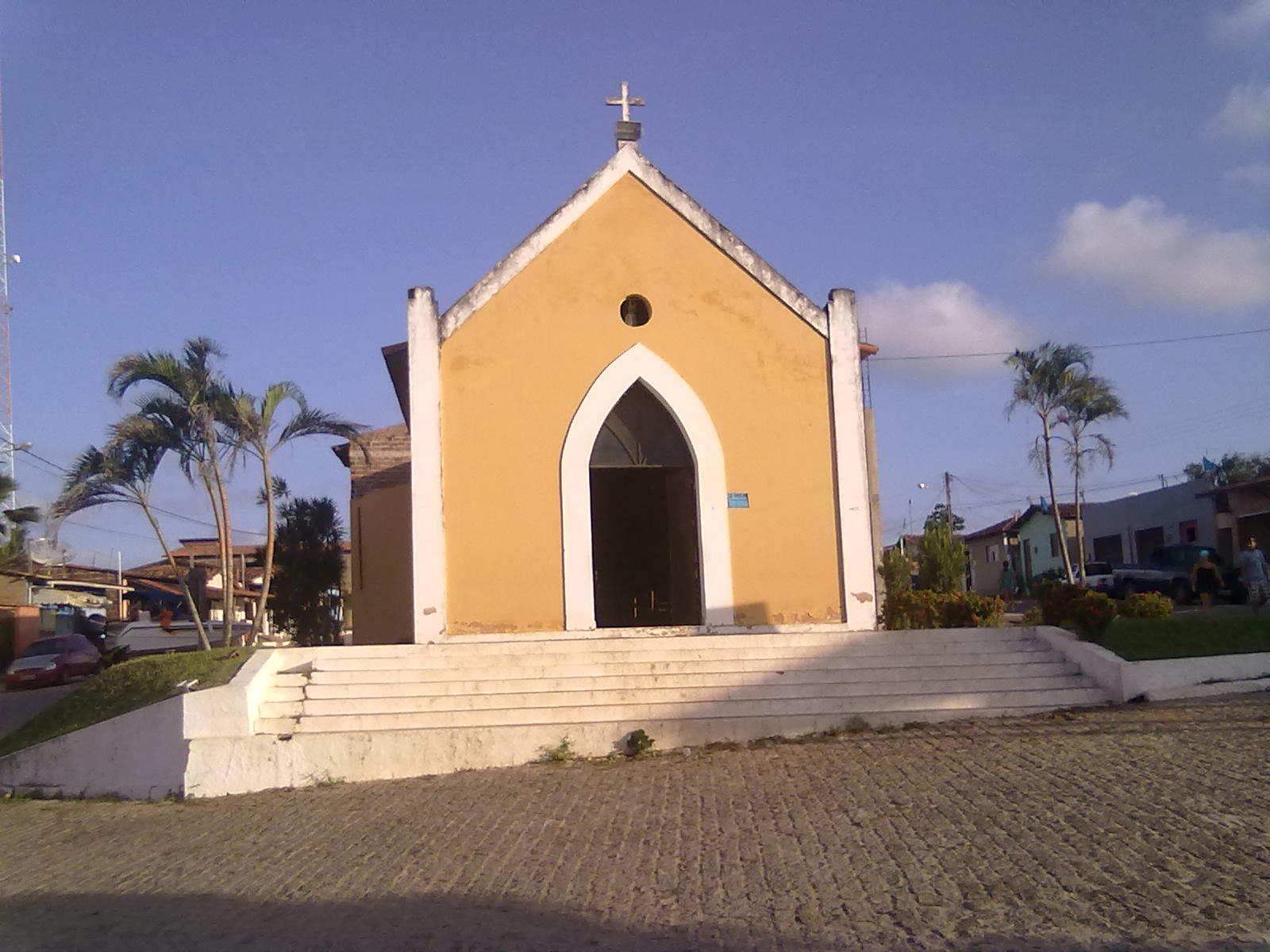
Igreja Matriz de Santo Antônio de Lisboa

De acordo com o censo demográfico de 2010, o último com dados divulgados sobre religião, a maior parte da população de Tibau do Sul é católica apostólica romana (61,36%), havendo também protestantes ou evangélicos (13,08%), espíritas (0,58%), espiritualistas (0,34%), umbandistas (0,12%), ortodoxos (0,05%), testemunhas de Jeová (0,05%) e candomblecistas (0,05%). Outros 23,92% não tinham religião, incluindo-se aí os ateus (0,05%); 0,37% seguiam outras religiosidades cristãs e 0,08% não tinham religião determinada.
Na Igreja Católica, Tibau do Sul pertence à décima terceira zonal da Arquidiocese de Natal. Durante muito tempo subordinado à Paróquia de Nossa Senhora dos Prazeres de Goianinha, o município tem como padroeiro Santo Antônio de Lisboa, cuja paróquia, situada no vicariato episcopal sul da arquidiocese, foi criada em 2 de junho de 2016, após ser criada inicialmente como área pastoral em 2012.
Tibau do Sul também possui alguns credos protestantes ou reformados, entre os quais a Assembleia de Deus (maior denominação evangélica do município), a Igreja Presbiteriana, a Igreja Universal do Reino de Deus e a igreja Deus é Amor. Como mencionado, 13,08% da população municipal se declararam evangélicos, sendo que 9,47% pertenciam às igrejas de origem pentecostal, 3,48% a evangélicas não determinadas e 0,13% às evangélicas de missão.

## Política
O poder executivo do município de Tibau do Sul é representado pelo prefeito, auxiliado pelo seu gabinete de secretários municipais. O primeiro prefeito eleito foi Wilson Galvão de Freitas, e o atual é Valdenicio José da Costa, do Democratas (DEM), e a vice MANOEL MESSIAS MARINHO (Partido Socialista Brasileiro/PSB), eleitos nas eleições municipais de 2020 com 54,5% dos votos válidos. O poder legislativo é constituído pela Câmara Municipal, composta por nove vereadores.
Em complementação ao processo legislativo e ao trabalho das secretarias, há também alguns conselhos municipais em atividade; são eles: Assistência Social, Cultura, Educação, Meio Ambiente e Turismo e Saúde. Tibau do Sul se rege por sua lei orgânica, promulgada em 26 de setembro de 1997, e é, ao lado de Arez e Espírito Santo, termo da comarca de Goianinha, de segunda entrância. O município pertence à nona zona eleitoral do Rio Grande do Norte e possuía 9 976 eleitores em novembro de 2016, de acordo com o Tribunal Superior Eleitoral (TSE), o que representa 0,416% do eleitorado potiguar.
Relações internacionais
Tibau do Sul possui, desde 16 de abril de 2011, parceria com a cidade de Cascais ( Portugal), para que ambas se tornem cidades irmãs ou geminadas, com o objetivo de desenvolver o turismo no município.

## Economia
Segundo dados do IBGE, o PIB total de Tibau do Sul era, em 2008, de R$ 64 621,730. A economia do município pode ser dividida em três setores diferentes: o primário, o secundário e o terciário. Destes, o setor que rende mais no produto interno bruto municipal é o terciário, seguido pelo setor secundário. A renda per capita é de R$ 5 695,05. Além disso, 6 836 reais são de impostos líquidos a preços correntes.
O setor primário é o menos relevante para a economia de Tibau do Sul. De todo o PIB em geral, 6 019 reais estão destinados a este setor. Segundo o IBGE em 2009 o município possuía um rebanho de 1 590 bovinos, 107 equinos, 1 093 suínos, 115 caprinos, treze asininos, 42 muares, seiscentos ovinos, e 2 605 aves, dentre estas 890 galinhas e 1 715 galos, frangos e pintinhos. No mesmo ano, o município produziu 266 mil litros de leite. Na lavoura permanente, Tibau do Sul produz banana, castanha de caju, coco-da-baía, laranja, limão e manga. Já na lavoura temporária, são produzidos cana-de-açúcar, feijão, mandioca e milho. A produção agrícola municipal produz somente milho e feijão.
O setor secundário é o segundo mais relevante para a economia do município. 11 101 mil reais do PIB municipal são do valor adicionado bruto da indústria (setor secundário). Já o setor terciário é o mais relevante para a economia municipal. A prestação de serviços rende 40 666 reais ao PIB municipal. De acordo com o IBGE, o município possuía, no ano de 2009, 496 unidades locais, sendo 479 atuantes e 5 504 trabalhadores, sendo 3 074 do tipo pessoal ocupado total e 2 430 ocupados assalariados. Salários, juntamente com outras remunerações, somavam 22 137 mil reais e o salário médio mensal de todo município era de 1,6 Salário mínimo, valor semelhante a outros municípios da região, como Canguaretama e Vila Flor.

### Turismo

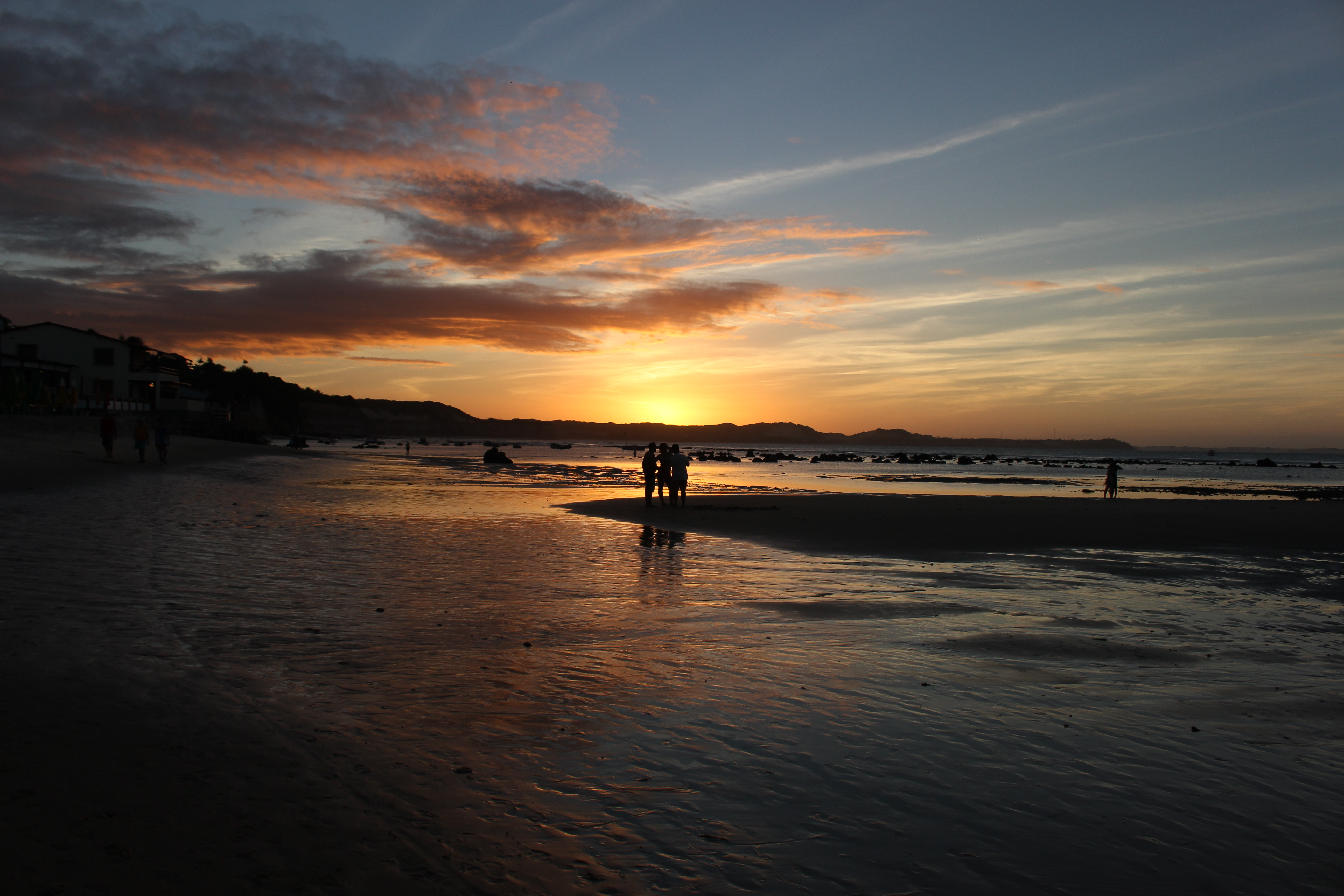
Pôr do sol na Praia de Pipa

O turismo é uma das bases da economia de Tibau do Sul. O município  recebe anualmente mais de cem mil turistas, vindos de outras regiões do Brasil ou mesmo do exterior. Seu ponto turístico mais famoso é a Praia de Pipa, descoberta por surfistas na década de 1970 e que abriga o Santuário Ecológico da Pipa e algumas praias menores, como as do Amor, a Madeiro e das Minas e ainda a Baía dos Golfinhos. O nome "Pipa" vem de uma pedra localizada na extremidade setentrional da praia, cujo formato é semelhante ao de uma pipa, um barril usado para armazenar diversas bebidas, como o vinho.
Também se destacam as praias de Tibau do Sul, com falésias altas na parte localizada mais a sul da praia; a Lagoa de Guaraíras, com manguezais, viveiros de camarões, marés altas e de onde pode ser avistada a torre da igreja da antiga Tibau;  as praias do Giz e da Boia, desertas, ideais à pratica do surfe e a Praia de Cacimbinhas, onde se pode apreciar o pôr do sol. A praia de Malembá, embora localizada no município vizinho de Senador Georgino Avelino, é muito procurada pelos turistas que vêm de Tibau do Sul para a prática de kitesurf. Outros pontos turísticos do município são o Centro Cultural da Casa da Farinha, o Chapadão, as dunas e o Morro da Velha Vicência.

## Infraestrutura

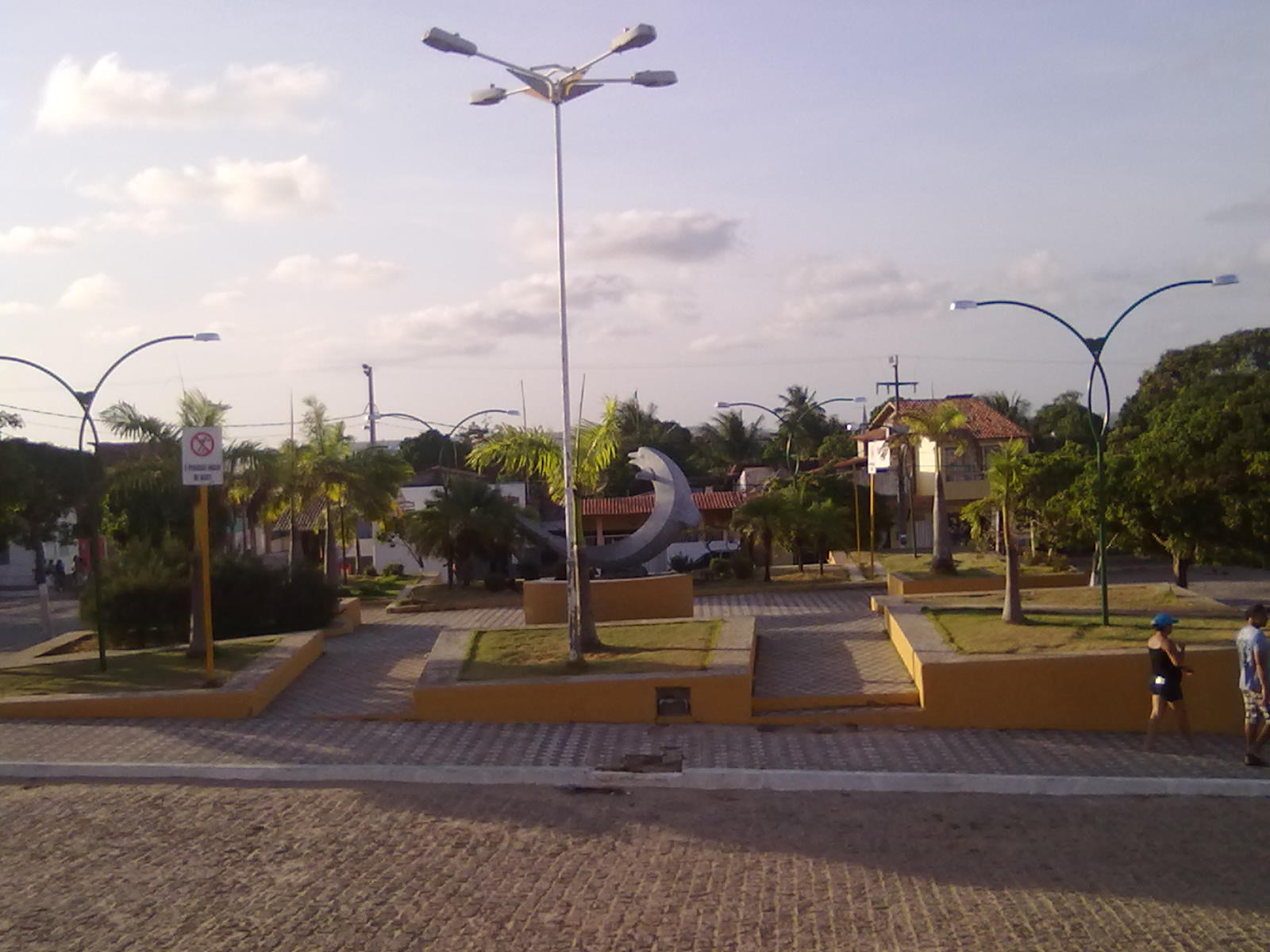
Praça Monsenhor Antônio Barros no centro de Tibau do Sul

O serviço de abastecimento de água do município é feito pela Companhia de Águas e Esgotos do Rio Grande do Norte (CAERN). A concessionário responsável pelo abastecimento de energia elétrica é a Companhia Energética do Rio Grande do Norte (COSERN), que atende em todo o estado. A voltagem da rede é de 220 volts. Em 2010, o município possuía 98,61% de seus domicílios com água canalizada, 99,04% com eletricidade e 87,61% possuíam coleta de lixo.
O código de área (DDD) de Tibau do Sul é 084 e o Código de Endereçamento Postal (CEP) varia de 59178-000 a 59179-999. Desde 10 de novembro de 2008 o município é servido pela portabilidade, juntamente com outras cidades de DDDs 33 e 38, em Minas Gerais; 44, no Paraná; 49, em Santa Catarina; além de outros municípios com código 84, no Rio Grande do Norte. Conforme dados do censo de 2010, 67,72% dos domicílios tinham somente telefone celular, 12,16% possuíam celular e fixo e 2,21% apenas telefone fixo.
A frota municipal no ano de 2015 era de 2 886 veículos, sendo 1 331 automóveis, 850 motocicletas, 289	caminhonetes, 104 camionetas, 79 motonetas, 64 utilitários, 52 caminhões, 43 micro-ônibus, dezessete ônibus e um caminhão trator, além de 56 em outras categorias. O município é servido pela RN-003, que liga Tibau do Sul à Praia de Pipa e a Goianinha e também a outros municípios.

### Saúde
A rede de saúde de Tibau do Sul possuía, em 2009, 42 estabelecimentos (27 privados e quinze públicos), sendo que 36 deles prestavam atendimento ao Sistema Único de Saúde (SUS), com um total de 136 leitos para internação (124 públicos e doze particulares). Em abril de 2010, a rede profissional de saúde do município era constituída por treze médicos, seis enfermeiros, quatro cirurgiões-dentistas, dois farmacêuticos, um nutricionista, um assistente social, um psicólogo, um auxiliar de enfermagem e um técnico de enfermagem, totalizando trinta profissionais.
No mesmo ano, a expectativa de vida ao nascer era de 72,62 anos, a taxa de mortalidade infantil de 21,7 por mil nascimentos e a taxa de fecundidade de 2,4 filhos por mulher. Segundo dados do Ministério da Saúde, sete casos de AIDS foram registrados em Tibau do Sul entre 1990 e 2013 e, de 2001 a 2012, foram notificados 264 casos de dengue e cinco de leishmaniose. Tibau do Sul pertence à I Regional de Saúde Pública do Rio Grande do Norte (I URSAP), cuja sede está instalada em São José de Mipibu.

### Educação
O fator "educação" do IDH no município atingiu em 2010 a marca de 0,504, ao passo que a taxa de alfabetização da população acima dos dez anos indicada pelo último censo demográfico do mesmo ano foi de 83% (78,8% para os homens e 87% para as mulheres). As taxas de conclusão dos ensinos fundamental (15 a 17 anos) e médio (18 a 24 anos) era de 29,5% e 26,3%, respectivamente, e o percentual de alfabetização da população entre 15 e 24 anos de 92,3%.
Ainda em 2010, Tibau do Sul possuía uma expectativa de anos de estudos de 7,7 anos, valor inferior à média estadual (9,54 anos). O percentual de crianças de cinco a seis anos na escola era de 90,13% e de onze a treze anos cursando o fundamental de 76,28%. Entre os adolescentes, a proporção na faixa de quinze a dezessete anos com fundamental completo era de 29,53% e de 18 a 20 anos com ensino médio completo de 24,43%. Considerando-se apenas a população com idade maior ou igual a 25 anos, 39,09% tinham fundamental completo, 26,48% não sabiam ler nem escrever, 26,78% haviam concluído o ensino médio completo e 7,25% o ensino superior.
Em 2012 o município possuía uma rede de quatorze escolas de ensino fundamental (com 114 docentes), dez do pré-escolar (23 docentes) e uma de ensino médio (dezoito docentes). Em 2015, a distorção idade-série entre alunos do ensino fundamental, ou seja, com idade superior à recomendada, era de 24,2% para os anos iniciais e 54,2% nos anos finais, sendo essa defasagem no ensino médio de 61,8%.

## Cultura
No calendário cultural de Tibau do Sul alguns dos eventos são: a Festa de Sebastião, padroeira da Pipa, que ocorre entre os dias 18 e 20 de janeiro; o Festival Multicultural Pipa em Cantos, em data móvel, desde o primeiro final de semana após o Réveillon até a última semana que antecede o período carnavalesco; o Carnaval, tradicional festa brasileira, comemorada antes da Quaresma, durante alguns dias de folia; a Semana do Meio Ambiente, em comemoração ao Dia Mundial do Meio Ambiente, 5 de junho e as festas juninas, que são realizadas no mês de junho e indicam a devoção de Santo Antônio, São João e São Pedro.
No segundo semestre ocorrem a Festa à Fantasia, realizada em data móvel desde 2005, sempre no mês de agosto; o Festival Gastronômico da Pipa, na primeira dezena de outubro; o Verão Total Pipa, em novembro, como forma de incentivo à prática de esportes; a Festa de Nossa Senhora dos Navegantes, que homenageia a santa protetora dos marujos e pescadores; o Natal, em 25 de dezembro e o Réveillon, que comemora a passagem de um ano para o outro.  São feriados municipais os dias 3 de abril, data de aniversário do município, e 13 de junho, dia do padroeiro Santo Antônio.
No ramo literário, Tibau do Sul realiza, desde 2009, a FLIPIPA (Feira Literária da Pipa), com o objetivo de incentivar e aproximar as pessoas da literatura, contando com lançamentos de livros e oficinas literárias e até mesmo grandes shows. Outra forma espontânea da expressão cultural local é por meio do artesanato, sendo possível encontrar uma produção artesanal feita com matérias-primas regionais e criada de acordo com a cultura e o modo de vida local, dentre as quais a transformação de materiais em bonecos e formas de decoração. O município realiza uma feira de artesanato desde 2005, após a doação de terreno feita à Associação dos Artesãos da Pipa pela prefeitura municipal; ela possui dezesseis bancas com artesãos que apresentam seus trabalhos ao público.
Tratando-se de um município costeiro, Tibau do Sul se destaca na prática do surfe, principalmente em Pipa, um dos picos do esporte do nordeste do país, havendo também espaço para variações como o kitesurf e o sandboard. Existe ainda a capoeira, que começou seu auge em 1991, com a chegada do grupo regional Quebra Coco, vindo de Pernambuco. Tibau do Sul possui alguns clubes esportivos, como o Botafogo Futebol Clube.